# بوله-موزل
بوله-موزل (به فرانسوی: Boulay-Moselle) یک کمون در فرانسه است که در canton of Boulay-Moselle واقع شده‌است.

## خصوصیات
بوله-موزل ۱۹٫۵۵ کیلومترمربع مساحت و ۴٬۹۱۵ نفر جمعیت دارد.

## خواهرخوانده
شهر منگن، آلمان خواهرخواندهٔ بوله-موزل هست.